# Geierhaupt
Das Geierhaupt ist mit 2417 m ü. A. der höchste Berg der Seckauer Tauern, die Teil der Niederen Tauern sind. Es erhebt sich an der Grenze der Gemeinden Gaal und Wald am Schoberpaß, die zugleich auch die Grenze zwischen den Bezirken Murtal und Leoben bildet.

## Aufstiege
Da in der Region keine bewirtschafteten Schutzhütten stehen, sind das Geierhaupt sowie seine Nachbargipfel nur in langen Tagestouren zu erreichen und werden entsprechend selten besucht.
- Markierter Anstieg von Wald am Schoberpaß bzw. Unterwald in den Liesinggraben, beim ehemaligen Gehöft Postl in den Ripplgraben, steil auf den Hocheggriedel und schließlich über den Grieskogel auf das Geierhaupt. Lange Route, Trittsicherheit erforderlich. Gehzeit ab Wald etwa 5 Stunden, bei Autozufahrt in den Liesinggraben 4 Stunden.
- Markierter Weg vom Gasthof Beisteiner zum Bärensulsattel, weiter über Lattenberg und Goldkogel zum Kerschkern(kogel), schließlich über den Schrimpfkogel von Westen auf das Geierhaupt. Die Route ist aufgrund ihrer Länge und zweier größerer Gegensteigungen kraftraubend; Trittsicherheit erforderlich. Gehzeit etwa 5 Stunden.
- Markierter Alpinsteig vom Ingeringsee über den Saurücken mit einer Gehzeit von 3,5 Stunden.
- Unmarkierte Anstiege (z. B. vom Hintertriebental über das Schaunitztörl) erfordern gutes Orientierungsvermögen und möglichst Geländekenntnis.

Die Überschreitung des Hauptkamms der Seckauer Tauern zwischen Hochreichhart und Geierhaupt weist im Bereich des Hirschkarlgrats Kletterpassagen bis zum II. Schwierigkeitsgrad auf und ist daher alpin Erfahrenen vorbehalten.   